# Данута Хюбнер
Дан́ута Мáрія Хюбнер (пол. Danuta Maria Hübner) —польська політична діячка, член Європейського Парламенту від Польщі, професор економічних наук,

## Загальна характеристика
З 22 листопада 2004 року до 4 липня 2009 року була членом Європейського комісаріату з питань регіональної політики, після чого подала у відставку, щоб стати членом Європейського парламенту від Громадянської Платформи (Платформа обивательська; ПО). У 2012 році професор Хюбнер стала членом Міжнародної почесної ради Європейської академії дипломатії.

## Освіта
В 1971 році Данута Хюбнер здобула науковий ступінь магістра з економіки Варшавської школи економіки (Центральна школа планування та статистики), а в 1974 році стала кандидатом економічних наук, при цьому відвідувала Центр європейських студій у Сассекському університеті. В 1980 році вона закінчила Варшавську школу економіки, здобувши) постдокторський ступінь з міжнародних торговельних зв'язків. Данута Хюбнер була слухачем у Фулбрайті 1988—1990 років, Каліфорнійському університеті, Берклі, і здобула науковий ступінь з юридичних наук Університету Сассексу у 2005 році.

## Наукова діяльність
У 1970-х вона була делегуючим вченим в університеті Автонома у Мадриді. З 1971 р. — професор Варшавської школи економіки. У 1981—1987 рр. — заступниця директора Науково-дослідного інституту для Країн, що розвиваються та Варшавської школи економіки. Вона є повноцінним професором Варшавської школи економіки, з 1992 року перебуває у відпустці. З 1991 по 1994 рр. обіймала посаду заступниці директора Інституту розвитку та стратегічних досліджень Варшави.

## Публіцистична діяльність
За період з 1991—1997 рр. Данута Хюбнер була головним редактором «Економіста», польського журналу, що виходить в друк двічі на місяць, і за 1994—1997 рр. вона була головним редактором газети «Господарка Народова», польського економічного журналу, що виходить щомісячно.

## Політична діяльність
- 15 вересня 2010 року Хюбнер підтримала нову ініціативну Групу Спінеллі в Європейському парламенті. Серед інших видатних прибічників слід зазначити Якуса Делорса, Даніеля Кон-Бендіта,Ендрю Даффа,Елмара Брока;
- 7 червня 2009 року обрана мером Польщі по варшавському виборчому окрузі(від Громадянської платформи);
- 1 травня 2004 року— Член Єврокомісії, з листопада 2004 — Спеціальний уповноважений з питань регіональної політики;
- 2003—2004 роках — Міністр закордонних та європейських справ;
- 2001—2003 роках — Голова комітету з питань європейської інтеграції при Міністерстві закордонних справ;
- 1998—2001 роках — Економічний радник при Президентові Республіки Польща;
- 1996—1997 роках — Уповноважений представник Комітету з питань Європейської Інтеграції(KIE);
- 1994—1996 роках — Міністр закордонних справ при Міністерстві промисловості;
- 1994—1995 роках — Радник заступника прем'єр-міністра і міністра фінансів, співавтор урядової програми «Стратегії для Польщі»;
- 1992—1996 роках — Голова Ради соціального планування;
- У 1970—1987 роках — член Польської об'єднаної робітничої партії (ПОРП).

## Професійні та інші представництва
- 1996—1998 рр. — Член Польської академії наук;
- 1995—1997 рр. — Член Польської національної академії статистики;
- 1987—1996 рр. — Член Виконавчого комітету європейської асоціації розвитку
- Член ради директорів, Політичної мережі та ТОВ комунікацій, Лондон;
- Член наукової ради Державного ветеринарного інституту в місті Пулави;
- Член наукової ради Центрального гірничо-хімічного інституту, Катовиці;
- Член асоціації по протидії соціального гноблення осіб з психічними розладами.